# Psi-Ops: The Mindgate Conspiracy
Psi-Ops: The Mindgate Conspiracy è un videogioco sviluppato e pubblicato da Midway Games nel 2004 per PlayStation 2, Xbox e Microsoft Windows. È stato distribuito in Giappone nel 2005 da Capcom con il titolo Psi-Ops: Psychic Warrior.

## Trama
Il protagonista è Nick Scryer, che apparteneva all'elìte del Mindgate che consisteva in agenti con poteri psichici. Nick a differenza dei suoi colleghi aveva sviluppato tutti i poteri Psi (telecinesi, pirocinesi, visione remota, visione aurea, assorbimento mentale) diventando così il miglior agente del Mindgate, ma quando il generale, capo del Mindgate senza poteri Psi, fu accusato di tradimento, gli tolse la memoria facendogli dimenticare anche i suoi poteri.
Nick Scryer e alcuni suoi uomini vengono catturati da parte dei terroristi del "Movimento", una corporazione armata intenzionata a conquistare il mondo servendosi dei poteri psichici di alcuni alti ufficiali.
In attesa di essere sottoposto al lavaggio del cervello, per essere tramutato in un "soldato del Movimento" , Nick viene liberato dall'affascinante Sara, una talpa all'interno dell'organizzazione.
Ed è proprio da questo punto che il giocatore prende in mano il controllo dell'azione.
Inizialmente nick appare un comune "uomo di guerra" ma con l'evolversi degli eventi il protagonista ha un graduale risveglio di poteri psichici. Nel graduale risveglio di poteri Nick si "scontra" con il suo passato, scoprendo a quali "esperimenti" era già stato sottoposto, da quelli che un tempo erano suoi "colleghi o amici" ma che ora sono per l'appunto la fazione opposta.
La storia finisce con un immancabile resa di conti personale contro il Generale, capo dell'organizzazione che desidera divenire un essere potente come un dio, ed ovviamente "salvando il pianeta" dal gruppo di terroristi. Tuttavia il gioco presuppone un continuo, nel quale Nick riacquista la memoria e ricorda della verità effettiva sul Mindgate.

## Modalità di gioco

### Poteri psichici di Nick Scryer
- Telecinesi: con questo potere Nick può muovere oggetti e nemici sollevandoli e lanciandoli in aria, è il primo potere che si risveglia nel gioco
- Pirocinesi: con questo potere Nick può incendiare alcuni oggetti e i nemici (le guardie più forti se bruciate possono essere poi sollevate con la telecinesi).
- Assorbimento mentale: con questo potere Nick può assorbire l'energia psionica (Psi) dei nemici. (per effettuare l'assorbimento mentale il nemico non deve accorgersi del giocatore). Il potere non funziona con corpi decapitati o privi di energia psionica.
- Visione remota: permette a Nick di uscire dal proprio corpo ed esplorare la zona, ma non puoi attaccare.
- Controllo mentale: permette a Nick di controllare un nemico (non funziona con le menti più forti come i boss o i nemici MP3). Mentre utilizzi questo potere non puoi proteggere il tuo vero corpo.
- Visione dell'aura: permette a Nick di vedere scritte nascoste, percorsi utili e mostra le proprietà speciali di alcuni oggetti, inoltre permette di vedere le bestie dell'aura e gli alieni.